# Dost Khan
Dost Khan fou kan de Coràsmia vers 1557-1558. Era fill de Bujugha Khan, i en la redistribució de feus vers 1550 (després de la victòria militar sobre els fills de Sufiyan Khan i de Kal Khan) va rebre Hazarasp. Fou escollit kan, segurament com a príncep de més edat, el 1557.
Era suau i pacífic mentre el seu germà Ish de Khivà era apassionat i dissolut. Aquest darrer va demanar l'entrega de Urgendj que havia quedat per Hajim Sultan, però això fou refusat pels prínceps. Ish va atacar a Hajim amb un exèrcit considerable; va fer el seu campament al riu i va protegir els flancs amb unes muralles de carros de fusta; la lluita va durar uns quants dies sense resultat i al cap d'una setmana va decidir retornar als presoners que havia fet (excepte als uigurs i naimans que per alguna raó va executar de manera cruel) va signar la pau i va tornar a Khivà on va expulsar els uzbeks de les mateixes tribus i els va substituir per durmans. Un temps després va tornar a marxar contra Urgendj i aquesta vegada després d'uns dies de lluita va eludir a la guarnició i va entrar a la ciutat on només vivien els sarts o ciutadans.
Els fills d'Aghatai Khan, que sembla que ara tenien Urgendj, es van retirar cap a Vesir (Vezir) amb les tribus dels uigurs i naimans. Poc després Hajim Muhammad, que havia aconseguit suport dels seus parents amb possessions al Khurasan, Ali Sultan (de Bagh-Adad?) i Abu l-Sultan (fill de Din Muhammad que havia mort poc abans) de Nisa i Abiward, va atacar Urgendj i la va assetjar durant quatre mesos, al final dels quals la va assaltar; durant l'assalt Tin Ali dels durmans, que tenia un greuja personal amb Ish, va matar d'una fletxa el seu cavall i el va fer caure, trencant-se la cama; abandonat per la seva gent va ser mort pels defensors (1558). Les forces d'Hajim van marxar llavors contra Hazarasp on estava Dost, que fou fàcilment derrotat i mort. Dost no tenia fills. Ish en tenia dos que foren enviats a Bukharà on van morir sense successió, extingint-se la branca de Bujugha Khan.